# 메타강

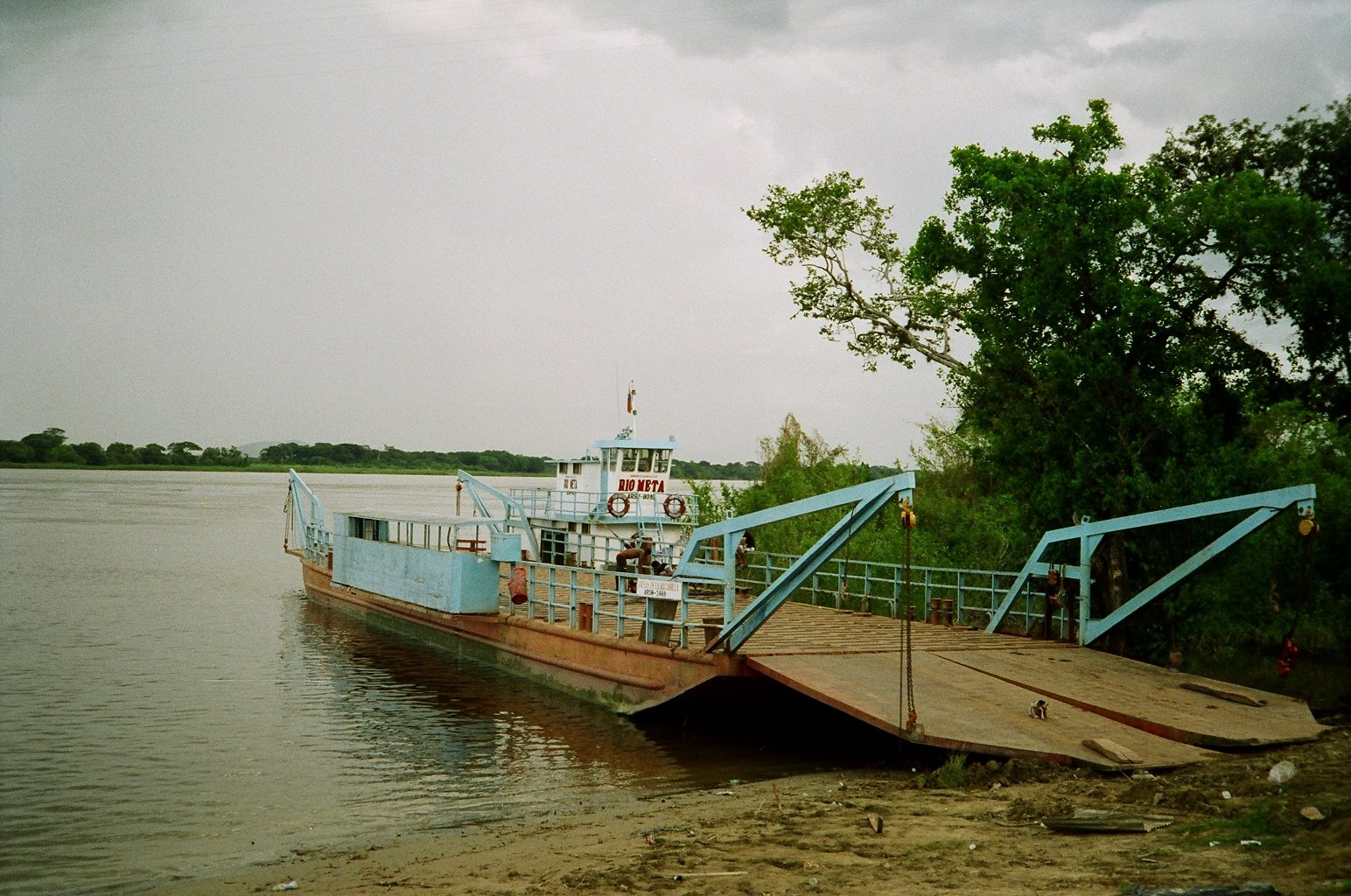
메타강

메타강(Meta River)은 콜롬비아 메타주에서 기원이 되는 강이다.